# All African Convention
Die All African Convention (AAC, gelegentlich auch All-African Convention; deutsch etwa: „Versammlung aller Afrikaner“) war ein Oppositionsbündnis in Südafrika, das von 1935 bis in die 1960er Jahre bestand.

## Geschichte
Ab dem 15. Dezember 1935 trafen sich prominente schwarze und einige weitere Südafrikaner vier Tage lang in der Community Hall in Bloemfontein. Etwa 400 Personen nahmen teil. Sitzungsleiter war Davidson Don Tengo Jabavu. Weitere Teilnehmer waren die Spitze des African National Congress mit dem Präsidenten Pixley ka Isaka Seme sowie John Langalibalele Dube, Zaccheus Richard Mahabane, Alfred Bitini Xuma und James Moroka, Vertreter der Communist Party of South Africa wie J. B. Marks, Vertreter der Industrial and Commercial Workers Union (ICU) und traditionelle Chiefs, aber auch Vertreter der Coloureds wie Goolam Gool. Ziel war die Verabschiedung einer gemeinsamen Linie gegen die Politik der südafrikanischen Regierung, die ausschließlich von Weißen gebildet wurde. Insbesondere wurde die diskriminierende Gesetzgebung angeprangert (Natives Land Act, Native Urban Areas Act und der Plan zu einem eingeschränkten Wahlrecht). Erster Präsident wurde Jabavu. Der damalige Premierminister James Barry Munnick Hertzog wurde ersucht, eine Delegation der AAC im Parlament sprechen zu lassen. Er lehnte dies jedoch ab, machte aber geringe Zugeständnisse beim Wahlrecht der Bewohner der Kapprovinz. 1936 wurde der Representation of Natives Act erlassen, der für Schwarze eine getrennte Vertretung vorsah, das Natives Representative Council (NRC). Jabavu akzeptierte gegen den Willen des übrigen Vorstands getrennte Wählerlisten und damit das NRC.
1937 wurde beschlossen, dass sich die AAC-Delegierten fortan alle drei Jahre treffen sollten. Zu den aktiven Mitgliedern gehörte neben Jabavu, Mahabane und Xuma der Hochschullehrer Zachariah Keodirelang Matthews, der bis 1943 in der AAC aktiv war und 1940 auch dem ANC beitrat. 1940 ersetzte Xuma Mahabane als ANC-Präsident, während Mahabane von Xuma die Vizepräsidentschaft der AAC übernahm. Die AAC wurde wegen ihrer Ineffektivität kritisiert, unter anderem von der Communist Party, dem Oppositionellen Ashby Peter Solomzi Mda und Isaac Bangani Tabata. Tabata traute der AAC allerdings eher als dem ANC die führende Rolle in der Opposition zu. 1943 nahmen neben schwarzen Delegierten Indischstämmige und Coloureds an der AAC teil. Zugleich bedeutete dies das erste Treffen der Non European Unity Movement (NEUM), gemeinsam geleitet von Jabavu. 1947 boykottierten AAC und NEUM erstmals die Wahlen zum NRC. Im Folgejahr wurde Wycliffe Tsotsi zum Nachfolger Jabavus gewählt. Statt einer möglichen Vereinigung von ANC und AAC kam es zum Zerwürfnis. Nachdem es auch 1949 nicht zu einer Versöhnung der beiden Organisationen gekommen war, verlor die AAC in den 1950er Jahren an Bedeutung. Tsotsi blieb bis 1959 Vorsitzender. 1962 war Nathaniel Honono Vorsitzender.
Die AAC bezog zusammen mit dem Unity Movement ein Hauptquartier in Lusaka, Sambia. Am 26. Mai 1965 sprach die AAC zum ersten und letzten Mal vor einem Ausschuss der Vereinigten Nationen, wobei es auch um Aktivitäten des deutschen Generalmajors a. D. Friedrich Wilhelm von Mellenthin ging.